# کوبل (زاکسن-آنهالت)
کوبل (به آلمانی: Cobbel) یک منطقهٔ مسکونی در آلمان است که در تانگرهوته واقع شده‌است. کوبل ۲۵۵ نفر جمعیت دارد.